# La Plus Belle Fille du monde (film, 1938)
Pour les articles homonymes, voir La Plus Belle Fille du monde.
Pour plus de détails, voir Fiche technique et Distribution.
La Plus Belle Fille du monde est un film français réalisé par Dimitri Kirsanoff, sorti en 1938. 

## Synopsis
Franklin Le Roy, un jeune milliardaire, s'éprend de Geneviève, une jeune aveugle rencontrée lors d'une excursion. Au moment d'épouser Geneviève, son meilleur ami va le trahir en lui substituant sa sœur jumelle Mary, une aventurière sans scrupules qui n'en veut qu'à sa fortune. Trahi par son entourage, Franklin va tout faire pour retrouver Geneviève.

## Fiche technique
- Titre original : La Plus Belle Fille du monde
- Titres secondaires : La Plus Jolie Fille du monde / La Plus belle fille du monde ne peut donner que ce qu'elle a  /
 La Plus Belle de toutes / L'Amour d'une aveugle[1]
- Réalisation : Dimitri Kirsanoff
- Scénario et dialogues : Dimitri Kirsanoff
- Décors : Lucien Jaquelux (comme Jaquelux)
- Musique : Maurice Thiriet, Charles Borel-Clerc et Arthur Hoérée
- Société de production : Société Nouvelle des Établissements Gaumont (SNEG), Le Trident
- Format :  Noir et blanc - 1,37:1 - 35 mm - Son mono
- Genre : Comédie sentimentale[1]
- Durée : 90 minutes[1]
- Date de sortie : 
  - France : 3 août 1938

## Distribution
- Véra Flory : Geneviève / Mary
- Georges Rollin : Franklin Le Roy
- Nino Constantini : Jacques
- Pierrette Audry : La sorcière Yaga
- Nadia Sibirskaïa : Une fille
- Janine Darcey : Une midinette
- Anthony Gildès : Le président du jury
- Madeleine Sologne
- Marcel Pérès
- Gaby André